# Allocharopa erskinensis
Allocharopa erskinensis là một loài very small air-breathing land snails, terrestrial pulmonate gastropoda Molluscas thuộc họ Charopidae. Nó là loài đặc hữu của Australia.